# Growlanser: Heritage of War
Growlanser: Heritage of War conosciuto in Giappone come Growlanser V: Generations  (グローランサーV Generations?, Gurōransā Generations) è un videogioco di ruolo pubblicato per PlayStation 2. È stato sviluppato dalla Career Soft e pubblicato in Giappone dalla Atlus nel 2006, dalla Atlus USA. in America nel 2007 e dalla Rising Star Games in Europa nel 2008. Si tratta del quinto capitolo di una saga videoludica iniziata con Growlanser.